# Buxus mollicula
Buxus mollicula är en buxbomsväxtart som beskrevs av William Wright Smith. Buxus mollicula ingår i släktet buxbomar, och familjen buxbomsväxter. Utöver nominatformen finns också underarten B. m. glabra.